# Joseph E. Johnston
Joseph Eggleston Johnston (Farmville, 3 de fevereiro de 1807 – Washington, D.C., 21 de março de 1891) foi um oficial militar do exército dos Estados Unidos de carreira, servindo com distinção no Exército dos Estados Unidos durante a Guerra Mexicano-Americana e as Guerras Seminoles. Durante a guerra civil americana, ele foi um dos oficiais mais graduados Exército dos Estados Confederados.
Johnston foi formado como engenheiro civil na Academia Militar dos Estados Unidos em West Point, Nova York, graduando-se na mesma turma de Robert E. Lee. Ele serviu na Flórida, Texas e Kansas. Em 1860, ele alcançou o posto de general de brigada como quartel-general do Exército dos EUA.
A eficácia de Johnston na Guerra Civil Americana foi prejudicada por tensões com o presidente da Confederação Jefferson Davis. A vitória o iludiu na maioria das campanhas que comandou pessoalmente. Ele foi o comandante confederado sênior na Primeira Batalha de Bull Run em julho de 1861, mas a vitória geralmente é creditada a seu subordinado, P.G.T. Beauregard. Johnston defendeu a capital confederada de Richmond, Virginia, durante a Campanha da Península em 1862, retirando-se sob a pressão da União do Maj. Gen. George B. McClellan com força superior. Ele sofreu um ferimento grave na Batalha de Sete Pinheiros e foi substituído por Robert E. Lee.
Em 1863, Johnston foi colocado no comando do Departamento do Oeste. Em 1864, ele comandou o Exército do Tennessee contra o General William Tecumseh Sherman na Campanha de Atlanta. Nos últimos dias da guerra, Johnston foi devolvido ao comando das poucas forças restantes na Campanha das Carolinas. Os generais da União Ulysses S. Grant e Sherman elogiaram suas ações na guerra e tornaram-se amigos de Johnston depois.

Após a guerra, Johnston atuou como executivo nas empresas de ferrovias e seguros. Ele foi eleito como um democrata na Câmara dos Representantes dos Estados Unidos, cumprindo um único mandato. Ele foi nomeado comissário de ferrovias de Grover Cleveland . Ele morreu de pneumonia 10 dias depois de assistir ao funeral de Sherman sob uma chuva torrencial.